# Sanderella riograndensis
Sanderella riograndensis är en orkidéart som beskrevs av João Dutra. Sanderella riograndensis ingår i släktet Sanderella och familjen orkidéer. Inga underarter finns listade i Catalogue of Life.